# 日野町 (鳥取縣)
日野町（日语：／ Hino chō */?）是位于日本鳥取縣西部山區的一個城鎮。

## 人口
| 日野町人口分布圖 |                                               |  |
| 日野町與日本全國年齡別人口分布比較圖 （2005年資料） | 日野町的年齡、男女別人口分布圖 （2005年資料） |  |
| ■紫色是日野町 ■綠色是全国 | ■藍色是男性 ■紅色是女性                       |  |
| 日野町人口變化 \| 1970年 \| 6,757人 \| \| \| 1975年 \| 6,362人 \| \| \| 1980年 \| 6,092人 \| \| \| 1985年 \| 5,792人 \| \| \| 1990年 \| 5,377人 \| \| \| 1995年 \| 4,921人 \| \| \| 2000年 \| 4,516人 \| \| \| 2005年 \| 4,185人 \| \| \| 2010年 \| 3,745人 \| \| \| 2015年 \| 3,278人 \| \| \| 2020年 \| 2,907人 \| \| |                                               |  |
| 資料來源：日本總務省統計中心提供之人口普查數據 |                                               |  |
| 1970年 | 6,757人                                       |  |
| 1975年 | 6,362人                                       |  |
| 1980年 | 6,092人                                       |  |
| 1985年 | 5,792人                                       |  |
| 1990年 | 5,377人                                       |  |
| 1995年 | 4,921人                                       |  |
| 2000年 | 4,516人                                       |  |
| 2005年 | 4,185人                                       |  |
| 2010年 | 3,745人                                       |  |
| 2015年 | 3,278人                                       |  |
| 2020年 | 2,907人                                       |  |

## 歷史
根據考古資料，約從西元4世紀至6世紀其間開始有人定居於此。平安時代的京文化傳至此後開始繁榮，在戰國時代是尼子氏和毛利氏相爭的戰場。
在江戶時代開始成為宿場，又因為山砂鐵的開採帶動製鐵產業，在明治時代成為近代製鐵的先驅。

### 年表
- 1889年10月1日：實施町村制，現在的轄區在當時分屬日野郡根雨村、真住村、渡村、安井村、黑坂村、菅福村。
- 1913年9月1日：渡村和安井村合併為日野村。
- 1913年10月17日：
  - 黑坂村和菅福村合併為新設置的黑坂村。
  - 根雨村和真住村合併為根雨町。
- 1936年1月1日：黑坂村改制為黑坂町。
- 1953年10月1日：根雨町和日野村合併為新設置的根雨町。[1]
- 1959年5月1日：根雨町和黑坂町合併為日野町。

### 變遷表
| 1889年10月1日 | 1889年 - 1926年       | 1926年 - 1954年      | 1955年 - 1989年     | 1989年 - 現在       | 現在                |
| ------------- | --------------------- | -------------------- | ------------------- | ------------------- | ------------------- |
| 根雨村        | 1913年10月17日 根雨町 | 1953年10月1日 根雨町 | 1959年5月1日 日野町 | 1959年5月1日 日野町 | 1959年5月1日 日野町 |
| 真住村        | 1913年10月17日 根雨町 | 1953年10月1日 根雨町 | 1959年5月1日 日野町 | 1959年5月1日 日野町 | 1959年5月1日 日野町 |
| 渡村          | 1913年9月1日 日野村   | 1953年10月1日 根雨町 | 1959年5月1日 日野町 | 1959年5月1日 日野町 | 1959年5月1日 日野町 |
| 安井村        | 1913年9月1日 日野村   | 1953年10月1日 根雨町 | 1959年5月1日 日野町 | 1959年5月1日 日野町 | 1959年5月1日 日野町 |
| 黑坂村        | 1913年10月17日 黑坂村 | 1936年1月1日 黑坂町  | 1959年5月1日 日野町 | 1959年5月1日 日野町 | 1959年5月1日 日野町 |
| 菅福村        | 1913年10月17日 黑坂村 | 1936年1月1日 黑坂町  | 1959年5月1日 日野町 | 1959年5月1日 日野町 | 1959年5月1日 日野町 |

## 交通

### 鐵路
- 西日本旅客鐵道
  - 伯備線：（←日南町） - 上菅車站 - 黑坂車站 - 根雨車站 - （江府町→）

|  |  |
|  |  |

### 道路
高速道路
- 江府三次道路：諏訪交流道

## 觀光資源
- 金持神社

## 本地出身之名人
- 加藤正義：企業家，曾任東京市議會議長、日本郵船副社長。

## 外部連結
- （日語） 日野町商工會 （页面存档备份，存于）